# Kamloops Chiefs
Kamloops Chiefs byl kanadský juniorský klub ledního hokeje, který sídlil v Kamloopsu v provincii Britská Kolumbie. V letech 1973–1977 působil v juniorské soutěži Western Canada Hockey League. Založen byl v roce 1973 po přestěhování týmu Vancouver Nats do Kamloopsu. Zanikl v roce 1977 přestěhováním do Seattlu, kde byl vytvořen tým Seattle Breakers. Své domácí zápasy odehrával v hale Kamloops Memorial Arena.
Nejznámější hráči, kteří prošli týmem, byli např.: Barry Beck, Barry Melrose, Larry Playfair nebo Ryan Walter.

## Přehled ligové účasti
Zdroj: 
- 1973–1977: Western Canada Hockey League (Západní divize)